# Wapen van Aartselaar
Het wapen van Aartselaar is het heraldisch wapen van de Antwerpse stad Aartselaar. Het wapen werd op 6 oktober 1819 per besluit van de Hoge Raad van Adel aan de gemeente toegekend. Het wapen is op 16 februari 1993, nu per Ministerieel Besluit van de Vlaamse Minister van Cultuur Hugo Weckx, in gebruik herbevestigd. Bij de herbevestiging is de beschrijving van het wapen in details aangepast. De bekendmaking werd op 21 juni 1994 in het Belgisch Staatsblad gedaan.

## Blazoeneringen
Omdat Aartselaar het wapen heeft aan laten passen, zijn er twee verschillende wapens. Door een herbevestiging in 1839 zijn er van het eerste wapen twee blazoeneringen.

### Eerste wapen
De blazoenering van het eerste wapen van Aartselaar luidt als volgt:
Van lazuur beladen met St. Leonard van goud en verzeld ter regter zijde van een schild van goud beladen met een kruis van lazuur en ter linker van een diergelijk schild beladen met drie palen mede van lazuur.
Het wapen was geheel blauw van kleur met daarop staande een gouden Sint-Leonardus. Aan zijn rechterzijde een gouden schild met daarop een blauw kruis. Aan de linkerzijde van de heilige een eveneens gouden schild met daarop drie blauwe palen. Hiermee is het wapen geheel in Nassause kleuren uitgevoerd.
Dit wapen werd in 1839 in gebruik bevestigd met de volgende tekst:
Een blauw veld, met het gulden beeld van St. Leonardus met een gulden schildeken ter regter zyde waerop een blauw kruys en met een gouden schildeken ter slinker zyde waerop dry blauwe staeken.

### Tweede wapen
De blazoenering van het tweede wapen luidt als volgt:
Twee schilden naast elkaar 1. in lazuur een ankerkruis van goud 2. in goud drie palen van keel. De twee schilden geplaatst voor een Sint-Leonardus van goud.
Het wapen bestaat uit twee schilden. Het eerste is blauw van kleur met daarop een gouden ankerkruis. Een ankerkruis is een kruis waarvan de uiteinden naar buiten omgekruld zijn. Het tweede wapen is van goud met daarop drie rode palen. De twee schilden worden aan één lint vastgehouden door de heilige Leonardus. De heilige en het lint zijn geheel van goud.

## Geschiedenis
Aartselaar werd tussen 1307 en 1309 een zelfstandige parochie. In 1558 werd er een eigen schepenbank geïnstalleerd. Aartselaar werd gehouden door de familie Berthout. Tot 1572 verbleef Aarstelaar onder de heerlijkheid Mechelen, dat jaar kocht kardinaal Antoine Perrenot de Granvelle de heerlijkheid. De heerlijkheid werd toen onderdeel van het twee jaar daarvoor gecreëerde graafschap Cantecroy. Rond 1615 werd de heerlijkheid weer teruggekocht. Hierna ging de heerlijkheid over in de handen van Pieter Hellemans. In 1644 ging het naar zijn schoonzoon Pascal Frans van den Cruyce. Zijn familie behield de rechten tot 1761.
De schepenbank gebruikte in eerste instantie een zegel dat gelijk was aan het wapen van de familie Berthout. Sint Leonardus verschijnt in ieder geval vanaf 1625 op de zegels, maar mogelijk al vanaf 1558. De heilige wordt als schildhouder gebruikt en is tevens de parochieheilige van de plaatselijke kerk. Vanaf 1644 kwam het wapen van de familie Van den Cruyce naast dat van de familie Berthout te staan.
Het eerste wapen van Aartselaar werd door de Nederlandse Hoge Raad van Adel aan de gemeente toegekend. Aartselaar maakte toen nog deel uit van het Verenigd Koninkrijk der Nederlanden. Het eerste wapen werd na de Belgische Revolutie op 29 maart 1839 per Koninklijk Besluit in gebruik bevestigd. Dit wapen was echter heraldisch niet correct en werd daarom in 1993 op advies van de Vlaamse Heraldische Raad verbeterd.
Het schild met het ankerkruis is dat van de familie Van den Cruyce, heren van de heerlijkheid Aartselaar. Het andere schild is dat van de familie Berthout, heren van het land van Mechelen.

## Verwante wapens
De volgende wapens zijn op historische gronden te vergelijken met het wapen van Aartselaar:

Het wapen van de familie Berthout
Het wapen van Duffel
Het wapen van Geel
Het wapen van Laakdal
Het wapen van Retie
Het wapen van Schelle